# Vladimir Arabadzhiev
Pas d'image ? Cliquez ici
Vladimir Arabadzhiev, né le 16 mars 1984 à Plovdiv (Bulgarie), est un pilote automobile bulgare.

## Carrière
- 2005 : Karting
- 2006 : Formule 3 Italie 11e
- 2007 : Euroseries 3000 7e et Formule 3000 Italie 6e
- 2008 : International Formula Master 7e
- 2009 : International Formula Master 7e
- 2009/2010 : GP2 Asia Series
- 2010 : GP2 Series, avec l'écurie Scuderia Coloni